# Nagelpalpje
Het nagelpalpje (Gongylidiellum vivum) is een spinnensoort in de taxonomische indeling van de hangmatspinnen (Linyphiidae).
Het dier komt uit het geslacht Gongylidiellum. Gongylidiellum vivum werd in 1875 beschreven door Octavius Pickard-Cambridge.